# Hendrix (Oklahoma)
Hendrix es un pueblo ubicado en el condado de Bryan en el estado estadounidense de Oklahoma. En el año 2010 tenía una población de 79 habitantes y una densidad poblacional de 263,33 personas por km².

## Geografía
Hendrix se encuentra ubicado en las coordenadas 33°46′29″N 96°24′25″O / 33.77472, -96.40694 (33.774724, -96.406824).

## Demografía
Según la Oficina del Censo en 2000 los ingresos medios por hogar en la localidad eran de $15,750 y los ingresos medios por familia eran $16,563. Los hombres tenían unos ingresos medios de $21,250 frente a los $13,750 para las mujeres. La renta per cápita para la localidad era de $9,378. Alrededor del 31.1% de la población estaban por debajo del umbral de pobreza.